# Ram Chandraji
Pour les articles homonymes, voir RAM.
Mahatma Ram Chandraji (1873 - 1931), surnommé aussi Lalaji, est un maître spirituel  hindou qui a vécu dans le nord de l'Inde (Uttar Pradesh). Il a créé un système de méditation (issu du raja yoga) axé sur la transmission de pranahuti (don du prana) baptisé le sahaj marg,.

## Biographie
Ram Chandraji est né le 2 février 1873, jour du Basant Panchami, à Fatehgarh, dans l'état d'Uttar Pradesh.
La mère de Lalaji est morte alors qu'il n'avait que sept ans et il fut élevé par une autre femme. Le père de Ram Chandraji, Chaudhary Harbaksh Rai travaillait dans l'administration. Il reçut un enseignement complet en ourdou, persan, arabe, anglais et avait appris l'hindi avec sa mère.
Il suivit l'enseignement de Hujur Maharaj, un maître soufi de la confrérie de la Naqchabandiyya, dès l'âge de 18 ans. En 1896, celui-ci l'a choisi pour lui succéder. Il est ainsi devenu le 36e maître de cette lignée de l'ordre des Naqshbandis, mais aussi le 1er maître soufi hindou non converti à l'Islam. Son jeune frère né en 1875 est aussi un maître spirituel connu sous les noms de Mahatma Munshi Raghubar Dayal ji ou Chachchaji Sahab.
Lalaji travailla à l'office gouvernemental à Farukhabad. Au moment de son mariage, Lalaji perdit successivement son père, son frère aîné, ainsi que tous les biens de sa famille. En 1908, il fut muté à Fatehgarh. C'est là que sa popularité grandit, tant auprès des hindous que des musulmans.
Ram Chandraji est décédé le 14 août 1931 à Fatehgarh.

## Enseignements
L'accent était mis sur le fait de recevoir la grâce du Maître, de participer au satsang, et de méditer sur le cœur. Un excès de japa (répétition d'un mantra) et d'ascèse n'avait pas sa faveur. Il préférait la voie médiane et considérait la méditation sur le cœur comme la véritable sadhana. Il attachait une grande importance à la prière, mais elle ne devait pas être offerte pour obtenir des gains matériels.
Selon son opinion, chaque aspirant devait avoir un guru, mais toutes les précautions devaient être prises lors de sa sélection. Lalaji était très exigeant en ce qui concernait le comportement. Il annonçait que la réalisation du Soi n'était pas possible sans adhérer au code moral ordinaire de conduite.
Lalaji établit un satsang régulier à partir de 1914 et commença à former ses disciples.
Par ailleurs et concernant la responsabilité de la vie de famille, il écrivit : "Il est bon d'avoir à subir des soucis. Le foyer est le centre d'entraînement pour la spiritualité ; c'est la plus grande forme de pénitence et de sacrifice." Ailleurs : "En ce qui concerne les afflictions et les soucis, j'ai eu aussi les miens, et ils auraient pu paraître choquants à certains. Souvent je n'avais rien à manger pour mes repas. Mais je sentais que tout cela était absolument sans importance pour moi au regard de la Réalité qui était prédominante dans tout mon être.".

## Successeurs
Son successeur le plus important fut Ram Chandra, aussi surnommé Babuji, fondateur de la Shri Ram Chandra Mission,, au sein de laquelle l'enseignement de la méthode d'entraînement spirituel du Sahaj Marg perdure aujourd'hui. En France la Shri Ram Chandra Mission a été classée comme secte dans la deuxième moitié des années 1990,, ; elle a reçu un éloge du Premier Ministre indien Narendra Modi en 2021.
Le fils de Ram Chandraji, Mahatma Jagmohan Narain (1901-1944) a enseigné au sein de la Naqshbandiyya Mujaddadia Mazahariya Ramchandriya ou Naqsh MuMRa en abrégé.
Son petit-fils, Shri Dinesh Kumar Saxena a rejoint en 2001 la Shri Ram Chandra Mission, présidée par Parthasarathi Rajagopalachari.
Thakur Ram Singhji, Chaturbhuj Sahay Ji, fondateur du Ramashram Satsang de Mathura ou le Docteur Chandra Gupta sont eux aussi quelques-uns de ses héritiers spirituels.

## Hommages

### Lalaji Memorial Omega International School
Cette école située à Chennai, est ainsi nommée en référence à Ram Chandraji.

### Timbre
Un timbre a été émis sur ordre du ministre d'État aux Communications pour commémorer en 2023 le 150e anniversaire de la naissance de Ram Chandraji,

### Commémorations
Un festival Kanha Music & Meditation a commémoré en 2023 pendant plusieurs jours le 150e anniversaire de la naissance de Ram Chandraji "dans la plus grande salle de méditation du monde" selon APN News. Un million de personnes ont assisté au festival, selon The Hindu. Plusieurs artistes "de renommée internationale", selon Aninews, s'y produisent.

### Musée
En 2023 est inauguré le Musée de la paix intérieure qui donne des aperçus de la vie intérieure et de l'œuvre de Ram Chandraji.

## À voir aussi